# 沢寿郎
沢 寿郎（さわ じゅろう、1903年 - 1988年1月4日）は、元鎌倉中央図書館長。
鎌倉市役所教育課長、社会教育課長ののち、市立中央図書館長。

## 経歴
東京生まれ。幼いころから鎌倉に住む。上智大学卒。在学中から大仏次郎と知り合い、その資料集めの助手をする。また中山義秀に師事。
雑誌編集者を務めたのち、1951年鎌倉市役所に入る。同年、松谷文吾の筆名で、「筋骨」でサンデー毎日百万円懸賞小説一等。
1954年「たき女抄」で芥川賞候補。1962年「秘雪」を『文藝朝日』に掲載する。

## 著書
- 鎌倉市文化財資料 第5集 鎌倉の古版絵図 鎌倉市教育委員会 1965年
- 新版鎌倉名所記 かまくら春秋社 1974年
- かまくらむかしばなし かまくら春秋社 1975年
- 鎌倉史跡見学 1979年8月 (岩波ジュニア新書)

## 共編著
- 鎌倉 古絵図・紀行 鈴木棠三共編著 東京美術 1976年
- 写真集明治大正昭和鎌倉 ふるさとの想い出47 国書刊行会 1979年7月
- 江ノ電各駅停車 鹿児島達雄共著 保育社 1984年5月 (カラーブックス)

## 挿画
- びっこのジャック / エジウォス 宝雲舎 1948年

## 参考
- 鎌倉史跡見学
- 永井路子・大村彦次郎対談『永井路子展』